# Nederlanders in het Egyptische voetbal
Nederlanders in het Egyptische voetbal geeft een overzicht van Nederlanders die een contract hebben (gehad) bij Egyptische voetbalclubs uit de hoogste drie divisies.

## Hoofdtrainers
| Naam        | Club        | Van  | Tot  | Opmerkingen           |
| ----------- | ----------- | ---- | ---- | --------------------- |
| Ruud Krol   | Al-Zamalek  | 1994 | 1999 | ook van 2007 tot 2008 |
| Jo Bonfrère | Al Ahly     | 2002 | 2003 |                       |
| Mark Wotte  | Ismailia SC | 2006 | 2006 |                       |
| Cor Pot     | El Mastri   | 1994 | 1995 |                       |

Voetbalbonden ·
Albanië ·
Angola ·
Armenië ·
Australië ·
Azerbeidzjan ·
Bahrein ·
België ·
Bhutan ·
Bulgarije ·
Canada ·
China ·
Congo-Kinshasa · 
Cyprus ·
Denemarken ·
Duitsland ·
Egypte ·
Engeland ·
Estland ·
Ethiopië ·
Faeröer ·
Filipijnen ·
Finland ·
Frankrijk ·
Georgië ·
Ghana ·
Griekenland ·
Hongarije ·
Hongkong ·
Ierland ·
IJsland ·
Indonesië ·
Iran ·
Israël ·
Italië ·
Japan ·
Kazachstan ·
Koeweit ·
Litouwen ·
 Luxemburg ·
Maleisië ·
Malta ·
Marokko ·
Mexico ·
Namibië ·
Nieuw-Zeeland ·
Noorwegen ·
Oekraïne ·
Oezbekistan ·
Oostenrijk ·
Polen ·
Portugal ·
Qatar ·
Roemenië ·
Rusland ·
Rwanda ·
Saoedi-Arabië ·
Schotland ·
Singapore ·
Slovenië ·
Slowakije ·
Spanje ·
Tanzania ·
Turkije ·
Tuvalu ·
VAE ·
Venezuela ·
Verenigde Staten ·
Vietnam ·
Zimbabwe ·
Zuid-Afrika ·
Zuid-Korea ·
Zweden ·
Zwitserland